# Małdyty (gmina)

Oficjalne logo gminy

Małdyty – gmina wiejska w województwie warmińsko-mazurskim, w powiecie ostródzkim. W latach 1975–1998 gmina położona była w województwie olsztyńskim.
Siedziba gminy to Małdyty.
Bazę turystyczną gminy stanowią: zajazd "Pod Kłobukiem", stadnina w Plękitach – "Dworek Sople", ośrodki szkoleniowo-wypoczynkowe w Szymonowie i Szymanówku., pola namiotowe m.in. w Wilamowie, centrum sportowo-rekreacyjne oraz otwarty w 2018 r. pomost oraz plaża w miejscowości Wilamowo.
Według danych z 31 grudnia 2019 roku gminę zamieszkiwało 6251 osób.

## Struktura powierzchni
Według danych z roku 2002 gmina Małdyty ma obszar 188,94 km², w tym:
- użytki rolne: 60%
- użytki leśne: 24%

Gmina stanowi 10,70% powierzchni powiatu.

## Demografia
Dane z 31.12.2017 roku
| Opis                              | Ogółem | Ogółem | Kobiety | Kobiety | Mężczyźni | Mężczyźni |
| --------------------------------- | ------ | ------ | ------- | ------- | --------- | --------- |
| jednostka                         | osób   | %      | osób    | %       | osób      | %         |
| populacja                         | 6 304  | 100    | 3 158   | 50,1    | 3 146     | 49,9      |
| gęstość zaludnienia (mieszk./km²) | 33     | 33     | 17      | 17      | 16        | 16        |

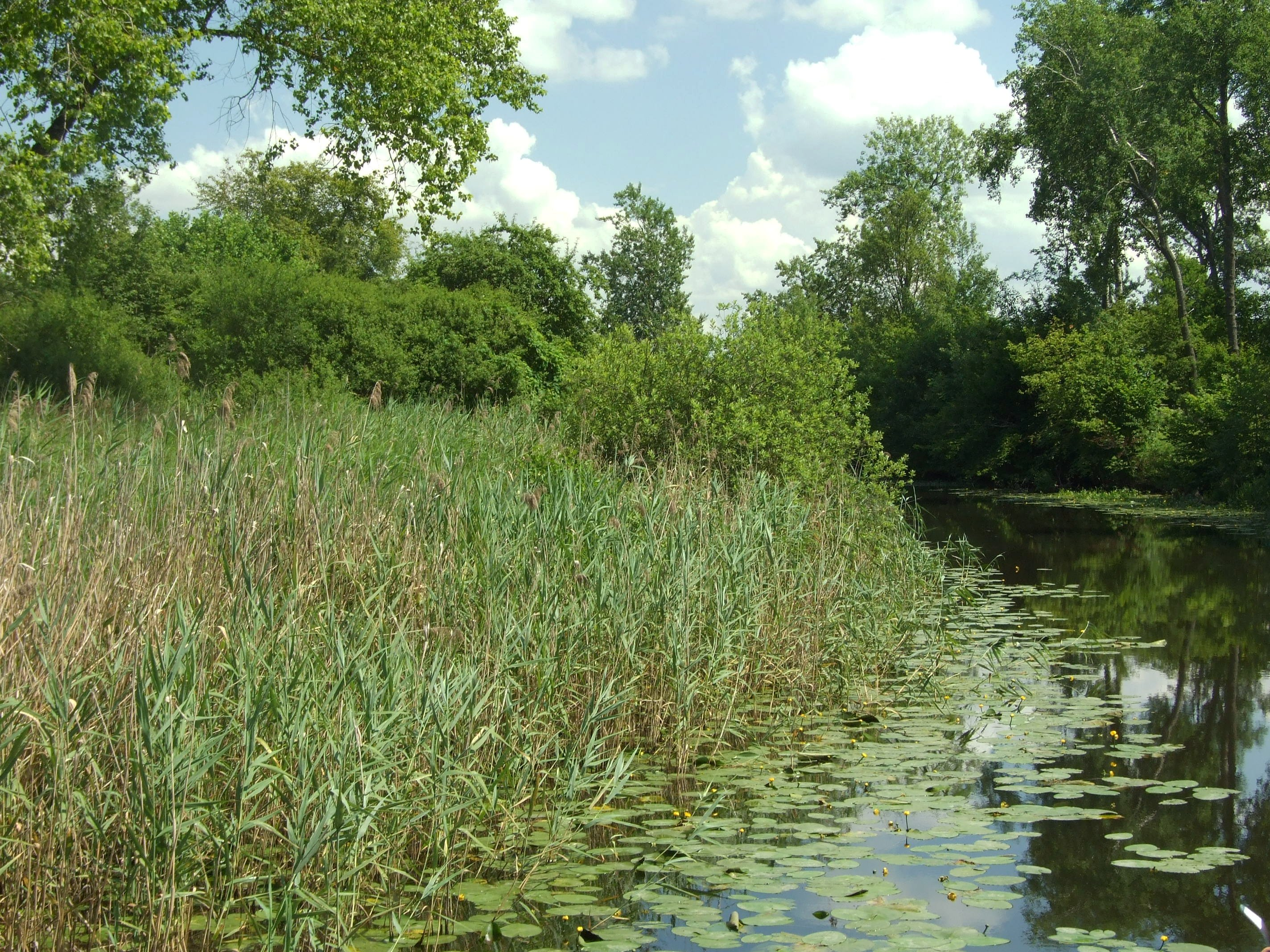
Piniewo, kanał

- Piniewo, kanałPiramida wieku mieszkańców gminy Małdyty w 2014 roku[5].

## Historia
Wpływ na rozwój obszaru obecnej gminy miało usytuowanie na skrzyżowaniu ważnych szlaków komunikacyjnych. Dawniej Małdyty były ważnym węzłem ruchu dyliżansów. Tu rozwidlały się trakty w różnych kierunkach: do Morąga, Miłomłyna i Ostródy, do Pasłęka i Elbląga oraz do Zalewa. Rozwojowi transportu sprzyjał wybudowany Kanał Elbląski (ukończenie budowy w 1860). O rozwoju świadczyły powstające budynki architektoniczne. Najbardziej okazały pałac w Małdytach z końca XVII w. uległ zniszczeniu w czasie II wojny światowej, do naszych czasów zachował się jedynie budynek administracji, w którym mieści się zajazd "Pod Kłobukiem". Dla potrzeb Zespołu Szkół Rolniczych zaadaptowano pałac rodziny Domhardów z końca XVIII w. w Dobrocinie. W pałacu w Plękitach z początku XIX w. znajduje się stadnina koni, ze zbiorem powozów i bryczek. Dobrze zachowane są kościoły w Zajezierzu, Jarnołtowie, Wilamowie i Szymonowie.
W 1939 r. Małdyty należały do gminy jednostkowej Zajezierze.
Gmina zbiorowa Małdyty (pocz. Niebytów) powstała 30 października 1945 w powiecie morąskim na obszarze okręgu mazurskiego, na terenie tzw. Ziem Odzyskanych. Siedziba znajdowała się przejściowo w Zajezierzu (wówczas jako Zajezierzyce), następnie w Niebytowie (Małdytach, niem. Maldeuten). 28 czerwca 1946 gmina weszła w skład nowo utworzonego woj. olsztyńskiego. 14 lutego 1946 gminę zamieszkiwało 4078 mieszkańców. 
Według stanu z 1 lipca 1952 roku gmina Małdyty była podzielona na 11 gromad: Drynki, Jarnołtowo, Kiełkuty, Leszczynka, Leśnica, Małdyty, Morzewo, Sambród, Szymanowo, Wilamowo i Zajezierze.
Gmina została zniesiona 29 września 1954 wraz z reformą wprowadzającą gromady w miejsce gmin.
Gminę Małdyty przywrócono 1 stycznia 1973 w powiecie morąskim w woj. olsztyńskim po reaktywowaniu gmin. W latach 1975–1998 gmina położona była w "małym" województwie olsztyńskim.
Od 1999 roku znajduje się w powiecie ostródzkim w województwie warmińsko-mazurskim.

## Przyroda
Na terenie gminy znajduje się 21 jezior o łącznej powierzchni 1050 ha. Najatrakcyjniejsze tereny znajdują się w części północno-wschodniej gminy, przez którą przebiega Kanał Elbląski. Tu występują największe kompleksy leśne nad jeziorami Ruda Woda i Sambród. Na terenie gminy znajdują się trzy rezerwaty przyrody, w których chronione są karłowate sosny, 150-letnie modrzewie europejskie oraz lasy bukowe.

## Sołectwa
Budwity, Dobrocin, Drynki, Dziśnity, Gumniska Wielkie, Jarnołtowo, Kadzie, Klonowy Dwór, Koszajny, Kreki, Leśnica, Linki, Małdyty, Sambród, Sople, Szymonowo, Wilamowo, Wielki Dwór, Wodziany, Zajezierze.

## Pozostałe miejscowości
Bagnity, Bartno, Budyty, Fiugajki, Gizajny, Ględy, Gumniska Małe, Jarnołtówko, Karczemka, Kanty, Kiełkuty, Kozia Wólka, Leszcynka, Leszczynka Mała, Naświty, Niedźwiada, Pleśno, Plękity, Połowite, Rybaki, Sambród Mały, Sarna, Sasiny, Smolno, Surzyki Małe, Surzyki Wielkie, Szymonówko, Wilamówko, Zalesie, Zduny.

## Sąsiednie gminy
Miłomłyn, Morąg, Pasłęk, Rychliki, Stary Dzierzgoń, Zalewo